# Cửa khẩu Mộc Bài
Cửa khẩu Quốc tế Mộc Bài là cửa khẩu quốc tế đường bộ tại vùng đất xã Bến Cầu, tỉnh Tây Ninh, Việt Nam.
Cửa khẩu Quốc tế Mộc Bài thông thương với Cửa khẩu Quốc tế Bavet tại thị xã Bavet, tỉnh Svay Rieng, Campuchia.
Cửa khẩu Quốc tế Mộc Bài là cửa khẩu lớn nhất phía Nam trên tuyến biên giới đất liền Việt Nam - Campuchia. Cửa khẩu là thành tố chính lập ra Khu kinh tế cửa khẩu Mộc Bài.

## Khu kinh tế cửa khẩu
Khu đất bằng phẳng, tương đối thấp (với cao độ khoảng 0–4 m) và dốc từ Tây Bắc xuống Đông Nam. Khu vực cao nhất xung quanh cửa khẩu, cao độ bình quân trên 3 m. Khu vực thấp nhất thuộc về phía Đông Nam có các ruộng cỏ năng ngập nước, có cao độ thấp trung bình từ 1 m tới -0,3 m.
Quanh khu vực có nhiều sông, rạch, kênh mương. Phía Bắc có kênh Đìa Xù theo hướng Đông Tây từ sông Vàm Cỏ Đông tới biên giới. Phía Đông có sông Vàm Cỏ Đông, phía Nam có một số kênh rạch nhỏ và vùng đất trũng, ngập.

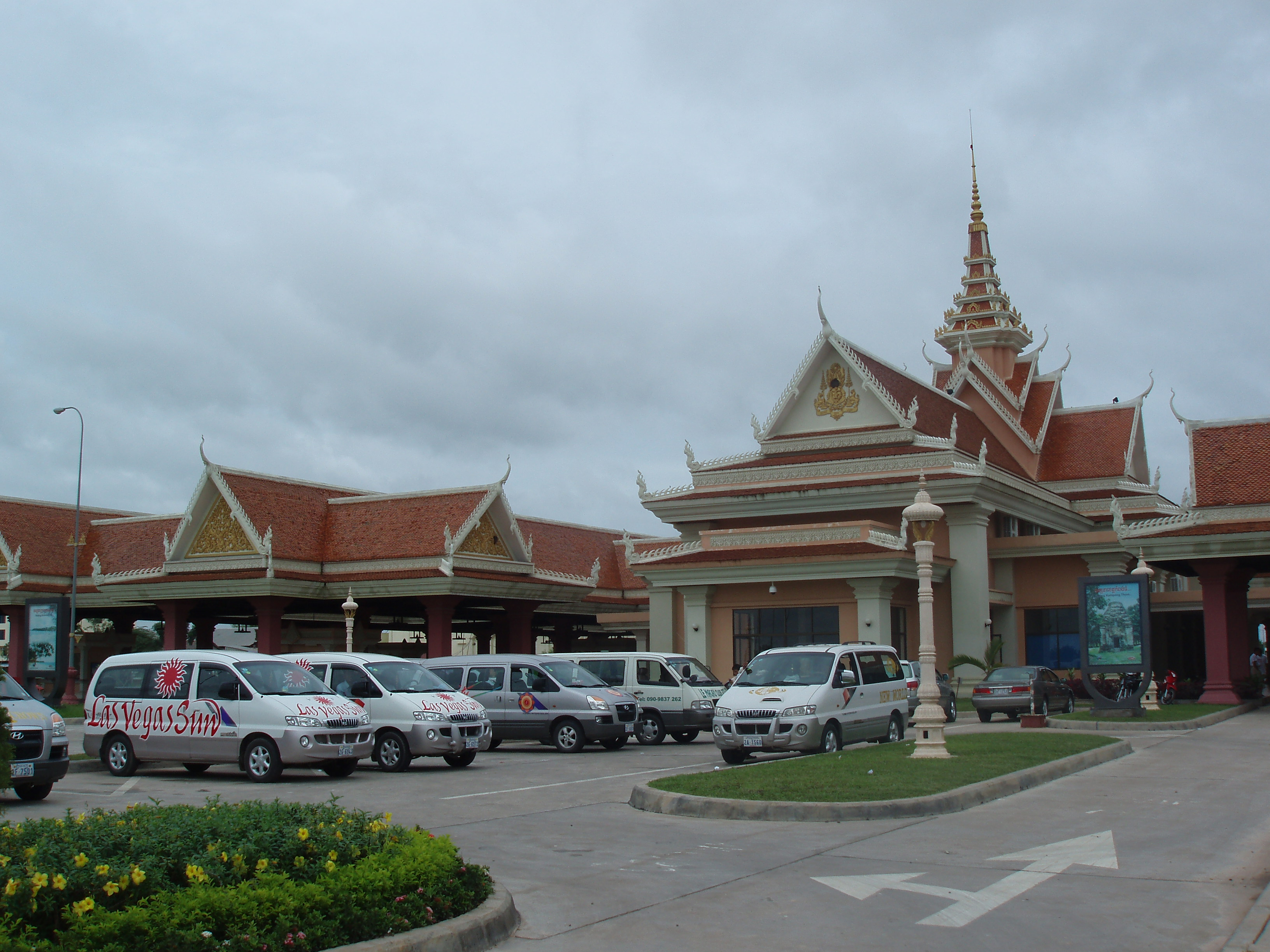
Cửa khẩu quốc tế Bavet ở Krong Bavet Campuchia

Xung quanh đô thị hiện tại là đồng ruộng, đầm và cây bụi. Phía Tây đô thị là khu cửa khẩu Campuchia đã phát triển thành một tụ điểm cư dân tương đối nhộn nhịp. Phía Bắc có thị trấn Bến Cầu quy mô nhỏ với những nhà thấp tầng.

### Tổng quan
Khu kinh tế cửa khẩu Mộc Bài gồm:
- Khu thương mại công nghiệp
- Khu quản lý hành chính
- Khu quản lý và kiểm soát cửa khẩu quốc tế
- Khu đô thị và dân cư
- Khu du lịch - dịch vụ
- Khu vực phát triển nông lâm nghiệp.

Trong đó, khu thương mại công nghiệp là khu phi thuế quan. Quan hệ trao đổi hàng hóa, dịch vụ giữa khu thương mại công nghiệp với các khu chức năng khác trong khu kinh tế cửa khẩu và nội địa được xem như quan hệ trao đổi giữa nước ngoài và Việt Nam.

### Về chính sách thuế
- Hàng hóa, dịch vụ nhập khẩu từ nước ngoài vào khu thương mại công nghiệp: miễn thuế nhập khẩu và thuế giá trị gia tăng.
- Hàng hóa, dịch vụ từ khu khu thương mại công nghiệp xuất khẩu ra nước ngoài: miễn thuế xuất khẩu và thuế giá trị gia tăng.
- Hàng hóa, dịch vụ thuộc diện chịu thuế tiêu thụ đặc biệt được sản xuất, tiêu thụ trong khu khu thương mại công nghiệp hoặc xuất khẩu ra nước ngoài không phải chịu thuế tiêu thụ đặc biệt.
- Khách tham quan du lịch được phép mua hàng miễn thuế mang về nội địa tối đa 500.000đ/người/ngày. Riêng đối với mặt hàng rượu, bia, thuốc lá không bán cho người dưới 18 tuổi và khách chỉ được mua theo định mức tối đa 500.000 đồng/người/tháng.[6]

### Vị trí địa lý
Khu kinh tế cửa khẩu Mộc Bài có tổng diện tích tự nhiên 21.284 ha bao gồm các xã Long Thuận, Tiên Thuận, Lợi Thuận, An Thạnh thuộc huyện Bến Cầu và các xã Phước Chỉ, Phước Bình thuộc thị xã Trảng Bàng tỉnh Tây Ninh.
- Phía Bắc giáp các xã Long Khánh, Long Giang, Long Chữ thuộc huyện Bến Cầu và một phần sông Vàm Cỏ Đông.
- Phía Nam giáp tỉnh Long An.Cổng cửa khẩu quốc tế Mộc Bài
- Phía Đông giáp sông Vàm Cỏ Đông.

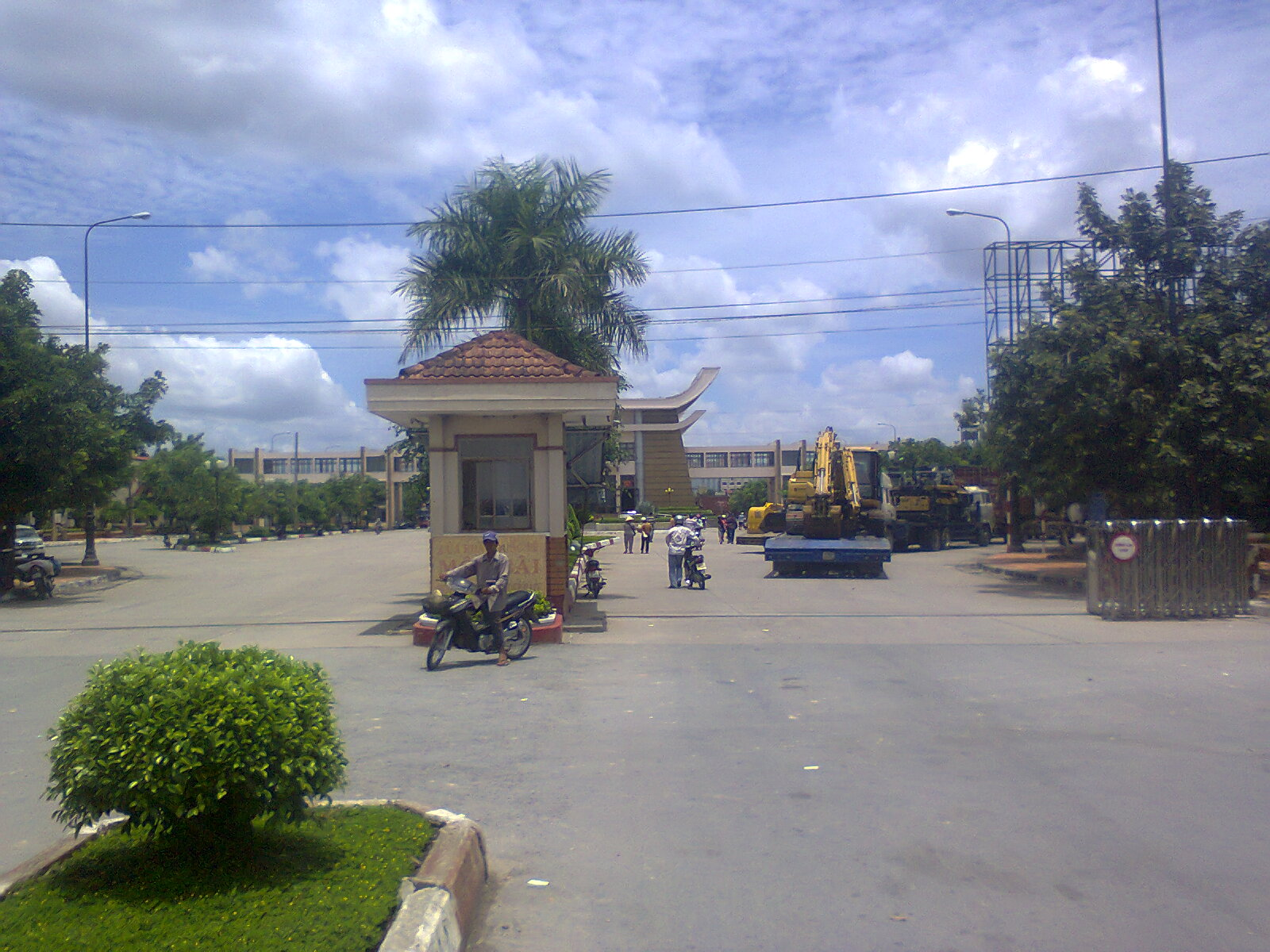
Cổng cửa khẩu quốc tế Mộc Bài

- Phía Tây giáp biên giới Campuchia.

Khu kinh tế cửa khẩu Mộc Bài có 03 cửa khẩu gồm: cửa khẩu quốc tế Mộc Bài và hai cửa khẩu phụ Phước Chỉ, Long Thuận, phục vụ cho các hoạt động giao lưu kinh tế giữa Việt Nam với Campuchia và các nước trong khối ASEAN trong tương lai.
Khu kinh tế Mộc Bài nằm trên đường xuyên Á (bắt đầu từ Myanma, qua Thái Lan, Campuchia, Lào, Việt Nam và kết thúc ở Quảng Tây - Trung Quốc). Hiện nay đường xuyên Á đang được xây dựng, sửa chữa cầu đường, mở rộng nền, nâng cấp mặt đường theo tiêu chuẩn quốc tế. Theo con đường này, Mộc Bài chỉ cách Thành phố Hồ Chí Minh, trung tâm kinh tế lớn nhất của Việt Nam 70 km và thủ đô Phnom Penh của Campuchia 170 km. Khi đường xuyên Á hoàn thành, cửa khẩu Mộc Bài và tỉnh Tây Ninh sẽ trở thành giao điểm quan trọng giữa hệ thống đường quốc tế và đường quốc gia ở phía Nam Việt Nam.
Khu kinh tế cửa khẩu Mộc Bài có quy mô dân số đô thị khoảng 100.000 người vào năm 2020 với diện tích đô thị khoảng 7.400 ha.

### Hoạt động
Các cơ quan chức năng Việt Nam tại khu kinh tế cửa khẩu cũng tiến hành nhiều biện pháp ngăn chặn và xử lý vi phạm như kinh doanh trái pháp luật, lợi dụng chính sách để buôn lậu, trốn thuế; tăng cường phối hợp thực hiện các biện pháp kiểm tra, kiểm soát nhằm chống các hành vi buôn lậu, gian lận thương mại. Trưởng ban quản lý khu kinh tế cửa khẩu Mộc Bài cho biết, sự hình thành khu kinh tế cửa đã giải quyết việc làm cho 1.800 lao động tại chỗ, giảm nạn buôn lậu, thồ hàng qua biên giới, đặc biệt mối quan hệ an ninh quốc phòng - trật tự xã hội tại đây cũng được củng cố.
Chiến lược chung của khu kinh tế cửa khẩu Mộc Bài cũng như siêu thị miễn thuế là xuất khẩu hàng Việt Nam sang Campuchia, hàng ngoại nhập chỉ để tăng thu hút.
Trong năm 2007, có hơn 2 triệu lượt khách trong nước và quốc tế đến tham quan, mua sắm tại khu kinh tế cửa khẩu Mộc Bài. Doanh số bán ra của các doanh nghiệp tại Khu Thương mại đạt 900 tỷ đồng trong năm. Đến hết năm 2010, Khu Kinh tế cửa khẩu Mộc Bài, tỉnh Tây Ninh đã có 34 nhà đầu tư với 46 dự án đầu tư. Diện tích đăng ký sử dụng là gần 7 nghìn ha đất. Tổng số vốn đăng ký là hơn 6.200 tỷ đồng và trên 219 triệu USD. Uớc tính doanh số bán cả năm 2010 là trên 1.477 tỷ đồng, trong đó 20% là doanh thu mặt hàng bia.

## Chuỗi siêu thị Mộc Bài
Chuỗi siêu thị Mộc Bài là hệ thống các siêu thị phi thuế quan tại Khu thương mại công nghiệp thuộc Khu kinh tế cửa khẩu Mộc Bài. Tại đây, từ ngày 1 tháng 3 năm 2010, khách tham quan, du lịch có mang theo chứng minh nhân dân được mua hàng miễn thuế 500.000 đồng/ngày, trừ trị giá hàng hoá đã mua thuộc danh mục hàng hoá hạn chế bán miễn thuế. Danh mục này bao gồm: thuốc lá điếu, bia và rượu. Các mặt hàng thuộc danh mục này không bán cho người dưới 18 tuổi, nếu trên 18 tuổi chỉ bán miễn thuế theo định mức tối đa không quá 500.000 đồng Việt Nam/1 người/1 tháng. Nếu trị giá hàng hoá vượt quá 500.000 đồng thì người mua hàng phải nộp các loại thuế nhập khẩu, thuế giá trị gia tăng, thuế tiêu thụ đặc biệt (nếu có) đối với phần vượt quá định mức. Khách mua hàng tại đây đem ra nước ngoài phải làm thủ tục hải quan và kê khai nộp thuế đối với phần trị giá vượt định mức miễn thuế.
Chuỗi siêu thị khai trương nhằm mục đích đưa hàng hóa từ Việt Nam chất lượng cao giao lưu với thị trường Campuchia tại khu vực cửa khẩu. Tất cả hàng hoá được giảm giá từ 10-15% so với giá thị trường vì được miễn các loại thuế. Khách Campuchia có thể chọn mua hàng Việt vì ở đây không sợ hàng giả, hàng kém chất lượng mà giá thành lại rẻ hơn so với các mặt hàng ngoại nhập khác, không phải chịu thuế và không giới hạn số lượng mua.

### Danh sách siêu thị
Một số siêu thị lớn:

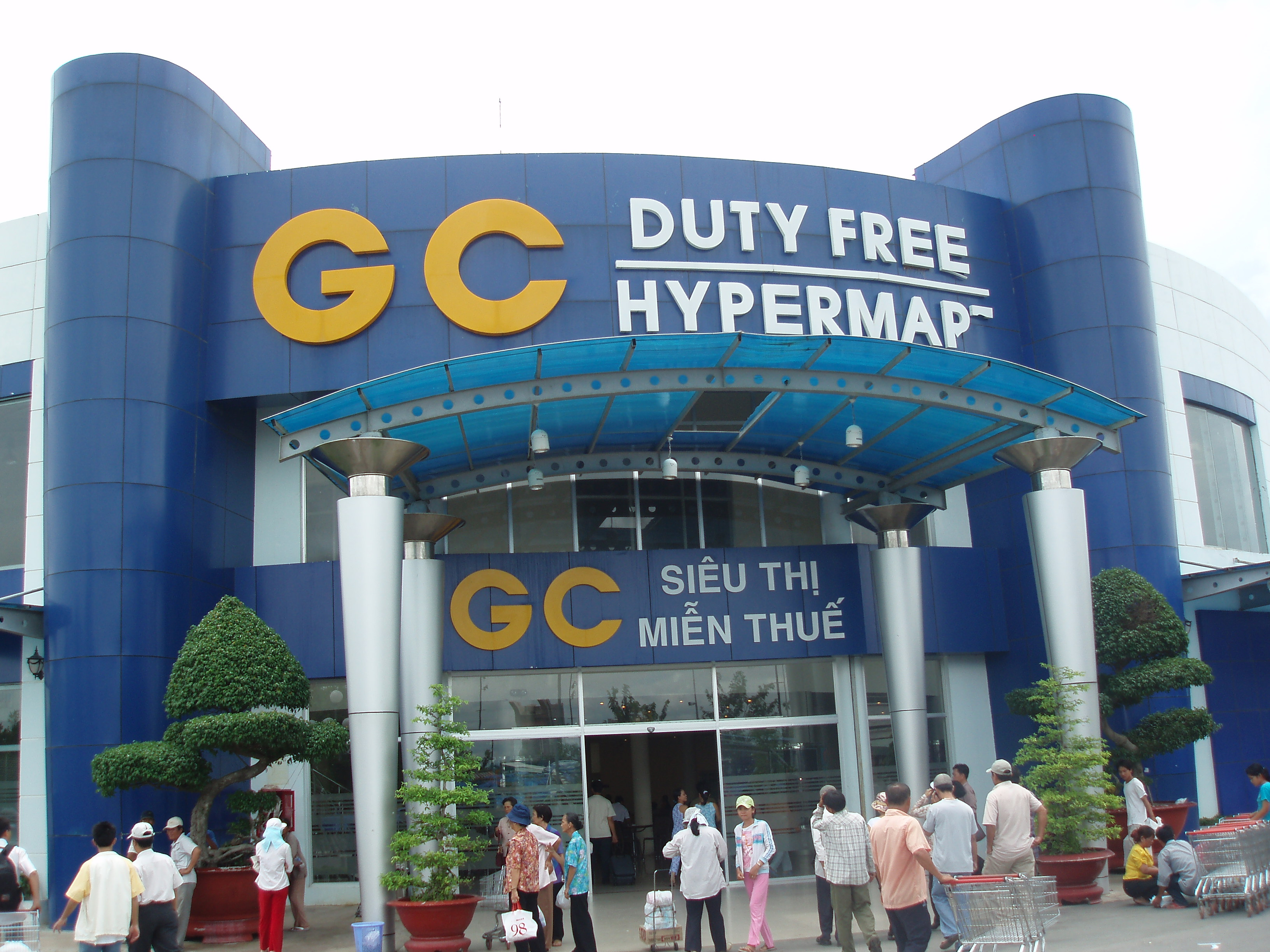
Siêu thị miễn thuế GC ở Mộc Bài

- Siêu thị Winmart: Do Công ty TNHH Thiện Linh làm chủ đầu tư, khai trương vào tháng 5 năm 2009, với vốn đầu tư trên 100 tỷ đồng, diện tích xây dựng 7.200 m². Siêu thị kinh doanh khoảng 20.000 mặt hàng, chủ yếu thuộc là thực phẩm, hóa mỹ phẩm, may mặc, điện gia dụng, rượu bia và đồ gia dụng. Khoảng 70% trong đó là hàng Việt Nam, còn lại là các mặt hàng nhập khẩu từ châu Âu, Mỹ, Úc và các nước trong khu vực ASEAN.[9]
- Siêu thị Smiling: chuyên bán văn phòng phẩm và đồ lưu niệm.
- Siêu thị Fuso: Đồ điện tử và hàng gia dụng Nhật Bản.
- Siêu thị GC: Là siêu thị lớn nhất hiện còn hoạt động, khách mua hàng được chở khứ hồi miễn phí bằng xe điện từ cổng chính cạnh bãi xe vào đến trước cửa siêu thị. Các mặt hàng kinh doanh gồm: hoá mỹ phẩm, điện gia dụng, rượu, sô cô la, bia, thực phẩm, quần áo và các mặt hàng gia dụng khác.
- Siêu thị Save a lot.
- Siêu thị Hưng Thịnh.
- Siêu thị T-smart.

## Khó khăn

### Tiến độ xây dựng
Do vướng mắc trong khâu đền bù giải toả và hạn chế về năng lực tài chính nên các dự án đã bàn giao cho nhà đầu tư nhưng triển khai không đạt tiến độ đề ra. Tiến độ thực hiện dự án bị chậm do ảnh hưởng của sự biến động giá vật tư, các công trình phải điều chỉnh giá, điều chỉnh dự toán, điều chỉnh kế hoạch đấu thầu. Trong 9 tháng đầu năm 2010, tiến độ đền bù giải tỏa ở khu kinh tế cửa khẩu Mộc Bài gần như trong tình trạng đóng băng. Theo nhận định của Ban quản lý, các nguyên nhân khiến tiến độ đền bù giải phóng mặt bằng ở Mộc Bài trì trệ là do: công tác phối hợp điều tra, kê khai hiện trạng còn chậm, sơ suất gây kéo dài khâu lập phương án bồi thường, năng lực tài chính của các nhà đầu tư, tác động tiêu cực của cuộc khủng hoảng tài chính, suy thoái kinh tế thế giới, sự thay đổi chủ trương, chính sách của nhà nước về ưu đãi đầu tư, chính sách thuế,... Nhiều dự án bị bỏ dở hoặc dừng hoạt động. Năm 2008, một số vướng mắc trong việc thu thuế ở Chi cục Thuế huyện Bến Cầu làm thất thu ngân sách 1,4 tỷ đồng.
Đến tháng 4 năm 2009, 20 dự án tại khu kinh tế Mộc Bài bị thu hồi với lý do các chủ đầu tư vi phạm quy định về quản lý đất đai, không có năng lực tài chính, triển khai quá chậm so với tiến độ đề ra. Tính đến thời điểm này, tại Khu kinh tế cửa khẩu Mộc Bài chưa có nhà đầu tư nào đạt đúng tiến độ thực hiện dự án.

### Lậu thuế
Dưới hình thức mua hàng miễn thuế, doanh nghiệp bán hàng đã bắt tay với một số người thu mua gom hàng miễn thuế khiến cửa khẩu Mộc Bài thành khu trung chuyển hàng lậu hoạt động hợp pháp. Một số người đã lợi dụng chính sách mua hàng miễn thuế để trục lợi. Họ mượn CMND hoặc thuê người Campuchia (không hạn chế số lượng miễn thuế) vào mua hàng rồi vận chuyển về thị trấn Gò Dầu hoặc chở thẳng về Thành phố Hồ Chí Minh tiêu thụ. Tại các nhà hàng ở thành phố, mặt hàng như bia Heineken nhập khẩu từ Hà Lan có thể được bán ra với giá gần gấp đôi. Đến giữa năm 2006, sau 8 tháng hoạt động, ước tính trên dưới 500.000 chai rượu ngoại với giá thấp hơn giá sỉ ngoài thị trường khoảng 100.000 đồng/chai đã được bán ra ở các cửa hàng miễn thuế, ước tính 80% số rượu trên vào tay những người thu mua; đồng nghĩa Nhà nước bị thất thu thuế hàng chục tỷ đồng.
Năm 2007, ban quản lý khu khu kinh tế cửa khẩu Mộc Bài thống kê khoảng 300 người chuyên tham gia buôn hàng miễn thuế, 300 CMND này sau đó đã bị khoá. Năm 2008, cơ quan hải quan phát hiện khoảng 300 người mua gom hàng mới khác, tạm giữ 1.000 giấy CMND vi phạm quy chế mua hàng. Tuy nhiên, tình trạng này vẫn gia tăng.
Theo số liệu thống kê của Tổng cục Hải quan, bình quân mỗi ngày có trên 3.000 người sử dụng giấy chứng minh nhân dân và hộ chiếu để vào khu thương mại mua hàng, nhưng lượng khách du lịch mua sắm thực sự chỉ khoảng 1/3, còn lại là các đối tượng mua gom hàng (chủ yếu là sữa hộp, hàng kim khí điện máy, thuốc lá điếu, bia, rượu ngoại, phụ tùng xe gắn máy và dầu ăn). Tổng cục Hải quan nhận định, nhiều doanh nghiệp kinh doanh đã khai báo giá nhập khẩu hàng hoá thấp hơn nhiều so với thực tế, sau đó bắt tay với những người mua gom hàng hóa đưa về Thành phố Hồ Chí Minh tiêu thụ, hợp thức hoá qua hình thức xuất hóa đơn khống. Theo ước tính, mỗi năm Nhà nước mất hàng trăm tỷ đồng tiền thuế do gian lận thương mại dưới hình thức hợp pháp. Người thi hành công vụ ở Mộc Bài nhiều lần bị các đối tượng hành hung đuổi đánh, hầu hết trường hợp vi phạm bắt được bị xử lý hành chính.

### Thay đổi chính sách
Khu kinh tế cửa khẩu Mộc Bài ban đầu có khoảng 10.000 lượt khách mua sắm mỗi ngày, đến thời gian nửa đầu năm 2009 lượng khách giảm mạnh. Theo các doanh nghiệp, nguyên nhân tình trạng trên là hệ quả từ quyết định không cho khách nội địa qua cửa khẩu đường bộ được mua hàng miễn thuế của Chính phủ, khiến khu thương mại rơi vào tình cảnh khó khăn. Từ khi có quyết định (17 tháng 2) đến tháng 3, đã có 10 đơn vị rút lui. Đến ngày 6 tháng 7, chỉ còn đúng 2 doanh nghiệp tiếp tục kinh doanh nhưng cắt giảm đến gần 90% nhân viên, 58 trên 60 doanh nghiệp tại đây đã ngừng hoạt động. Riêng ngày 1 tháng 7, ngày Quyết định có hiệu lực, 22 doanh nghiệp đã đóng cửa. Trưởng ban Quản lý Khu Kinh tế cửa khẩu Mộc Bài cho biết, việc áp dụng quy định mới gây ảnh hưởng không tốt đến việc kêu gọi đầu tư và gây nhiều thiệt hại kinh tế cho các doanh nghiệp đang kinh doanh tại đây.
Hầu hết các tỉnh có khu kinh tế cửa khẩu đều kiến nghị thay đổi quy định mới này. Sau đó, Thủ tướng Nguyễn Tấn Dũng đã ký quyết định nối lại chính sách phi thuế quan cho khách nội địa đến hết năm 2012. Ngày 10 tháng 7 năm 2009, khu kinh tế cửa khẩu Mộc Bài mở cửa hoạt động trở lại. Tuy nhiên, chính sách miễn thuế không còn thoáng như trước, người dân được mua miễn thuế 500.000 đồng/tuần thay vì một ngày. Hiện chuỗi siêu thị vẫn trong tình trạng vắng khách. Các nhà đầu tư Nhật Bản, Malaysia đã hủy bỏ các đàm phán kinh doanh siêu thị miễn thuế vì không chắc sau này còn có những chính sách bất thình lình khác không.
Từ ngày 1 tháng 3 năm 2010, theo Thông tư của Bộ tài chính, các siêu thị miễn thuế tại các khu kinh tế cửa khẩu sẽ được bán hàng miễn thuế đến 500.000 đồng/ngày cho khách nội địa.
Tháng 3 năm 2011, Ban chỉ đạo hoạt động thương mại biên giới tỉnh Tây Ninh đã kiến nghị Chính phủ nâng định mức bán hàng miễn thuế tại Khu kinh tế cửa khẩu Mộc Bài lên 2 triệu đồng/người/ngày với lý do định mức mua hàng miễn thuế hiện hành đã quá lạc hậu sau nhiều năm áp dụng. Hiện kiến nghị này vẫn chưa được phê duyệt.

## Đánh giá của các bên

### Phía nhà đầu tư
Đầu tư 245 tỷ đồng vào dự án khu thương mại miễn thuế 48,5 ha trong năm 2005-2011, đến nay doanh nghiệp chưa có một đồng lời mà còn đứng trước nguy cơ không hoàn nổi vốn.— Hoàng Bá Phòng, Phó giám đốc Công ty cổ phần đầu tư xây dựng Nam Hiệp Thành

### Phía nhà quản lý
Việc hàng loạt doanh nghiệp đóng cửa là hệ quả tất yếu vì họ sống nhờ vào hàng kinh doanh miễn thuế cho người Việt, chiếm đến 80-85% lượng khách.— Phan Minh Thành, Trưởng ban quản lý Khu kinh tế cửa khẩu Mộc Bài.